# Bioarte

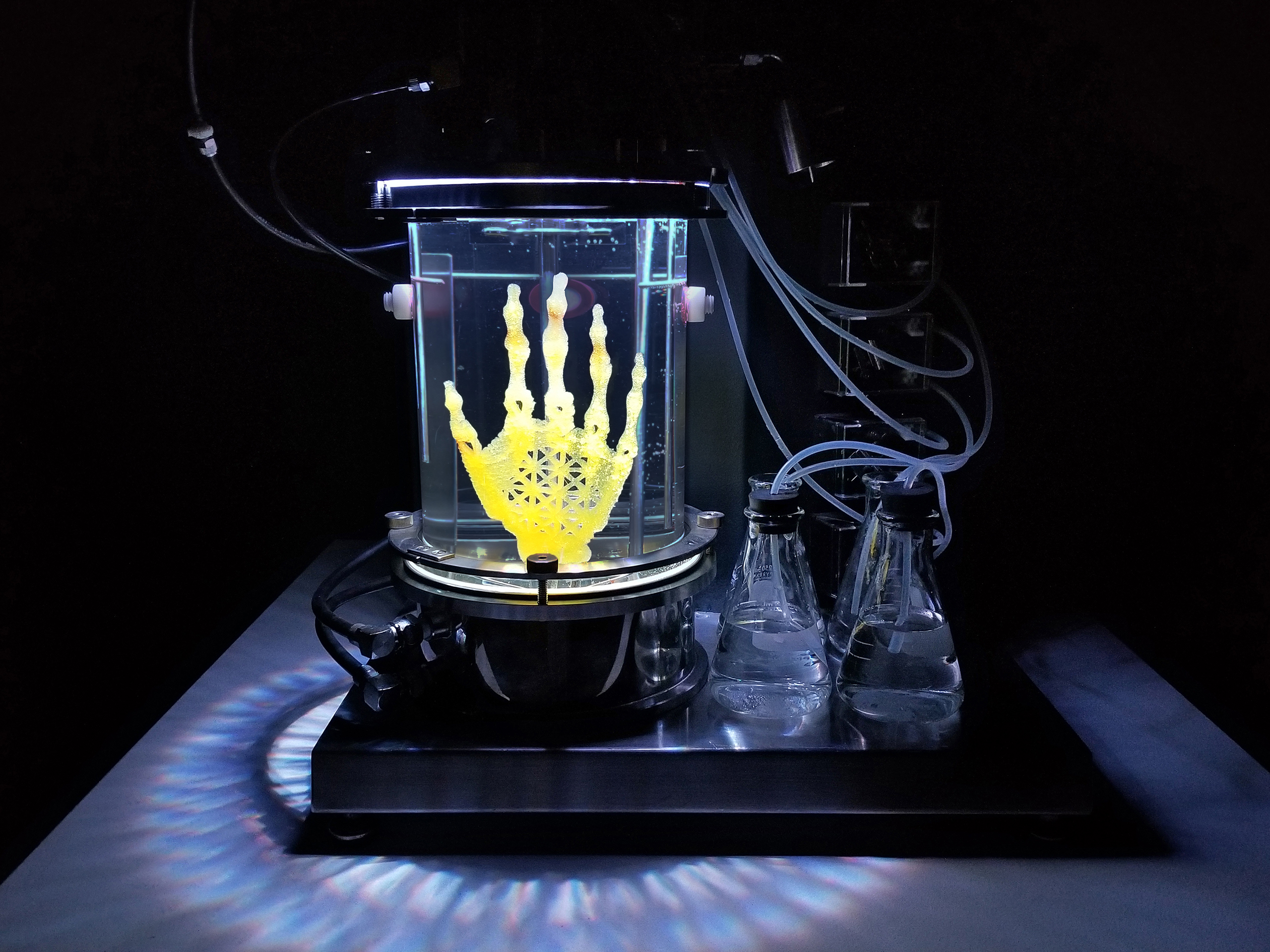
Relicário Regenerativo, 2016 por Amy Karle.

Bioarte é uma prática artística na qual o meio é matéria viva e as "obras de arte" são produzidas em laboratórios e/ou ateliês de artistas e designers; em resumo, é "arte inspirada na biologia". A ferramenta é a biotecnologia, a qual inclui tecnologias tais como engenharia genética e clonagem. A bioarte é considerada pela maioria de seus praticantes como estando estritamente limitada a "formas vivas", embora exista alguma discussão quanto a inteireza deste critério e os estágios nos quais a matéria pode ser considerada viva ou vivente. Por conta de não haver ainda significado codificado da bioarte, o meio e/ou gênero ainda estão por ser definidos. Os materiais usados pelos bioartistas são células, moléculas de DNA e tecidos vivos. Imiscuir-se com formas vivas e praticar biologia desperta questões éticas, sociais e estéticas. A bioarte é um exercício temporão do século XXI para artistas que desejem aproximar ainda mais "artes e ciências".

## Pioneiros da bioarte

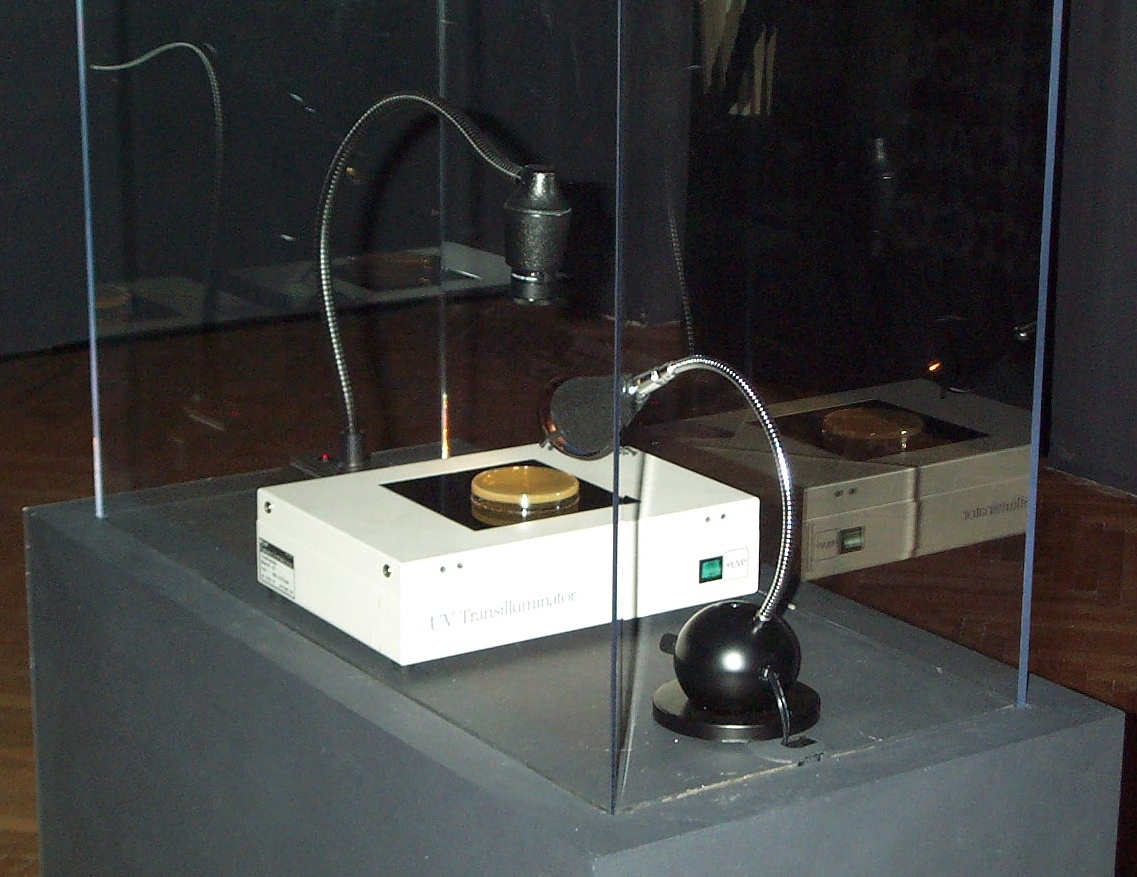
Instalação "Genesis" de Eduardo Kac, exibida no Ars Electronica Festival de 1999.

Oron Catts & Ionat Zurr, através do SymbioticA, são reconhecidos pelas construções analíticas e biomecânicas. Marta de Menezes destaca-se pelas suas experimentações morfológicas. Amy Karle é notável pela sua fusão da Biologia com a informática, combinando biotecnologia e tecnologia da informação. Orlan e Stelarc são artistas que frequentemente relacionam suas experimentações com seus próprios corpos.  Eduardo Kac é conhecido pela cultura de tecidos vivos e pela arte orientada a objetos.

## Outros praticantes da bioarte
- Adam Zaretsky
- Dmitry Bulatov
- Olga Kisseleva
- George Gessert
- Leonel Moura
- Pietro Antonio Bernabei
- Sergio Valle Duarte
- Natasha Vita-More
- Roy Ascott[5]
- Susan Anker[5]
- Anna Dimitriu[5]

### Em inglês
- (em inglês)-Fonte de BioArte "Welcome to the World of BioArt" por Jane Coakley
- (em inglês)-Fonte de BioArte Bioarte e MIT
- (em inglês)-Fonte de BioArte: "Catts and Zurr are curating BioDifference in the Biennale of Electronic Arts Perth 2004"
- (em inglês)-MEART na ARTBOT, Eyebeam Gallery, Nova York
- (em inglês)-Genetic Information - Como entender a informação genética - e por quê?
- (em inglês)-Fonte de BioArte Symbiotica - art & science collaborative lab
- (em inglês)-Fonte de BioArte Proje(c)to de pesquisa e desenvolvimento explorando aspectos de criatividade e artístios na era das biotecnologias
- (em inglês)-SCI-ART: Bio-Robotic Choreography, um proje(c)to da Performance Arts Digital Research Unit em "The Nottingham Trent University", abrigado em AHDS Performing Arts

### Em português
- (em português)-A coelhinha e a bioarte por Giselle Beiguelman. Acessado em 24 de setembro de 2007.
- (em português)-Artista põe a vida em risco por Patrícia Décia. Em Folha de S.Paulo. Acessado em 24 de setembro de 2007.
- (em português)-Marta de Menezes. Acessado em 24 de setembro de 2007.